# Tomasz Jórdeczka
Tomasz Walenty Jórdeczka (ur. 10 czerwca 1954) – polski menedżer i urzędnik państwowy, w latach 1994–1996 podsekretarz stanu w Ministerstwie Gospodarki Przestrzennej i Budownictwa.

## Życiorys
W 1999 uzyskał uprawnienia zawodowe zarządcy nieruchomości. Od 1983 zajmuje stanowisko prezesa spółdzielni mieszkaniowej w Bielsku-Białej. Od 10 stycznia 1994 do 31 grudnia 1996 pełnił funkcję podsekretarza stanu w Ministerstwie Gospodarki Przestrzennej i Budownictwa. Po likwidacji resortu do grudnia 1997 był doradcą prezesa Urzędu Mieszkalnictwa i Rozwoju Miast, zasiadał też w zarządzie miejskiej spółki wodnej Aqua. Działał w organizacjach branżowych, m.in. jako wiceprezes Krajowej Rady Spółdzielczej i szef rady nadzorczej Związku Rewizyjnego Spółdzielni Mieszkaniowych RP.
Odznaczony Srebrnym (1999) i Złotym (2003) Krzyżem Zasługi.